# Edeltraud Vomberg
Edeltraud Vomberg (* 22. Mai 1960 in Mönchengladbach) ist eine deutsche Sozialwissenschaftlerin und amtierende Präsidentin der Hochschule Düsseldorf (HSD).

## Leben und Wirken
Edeltraud Vomberg studierte Sozialwissenschaften und Germanistik an der Philosophischen Fakultät der RWTH Aachen und wurde dort im Jahr 1988 promoviert mit der Dissertation „Gestaltungsperspektiven der Mensch-Maschine-Interaktion im Lichte der Struktureigenschaften sprachlicher Kommunikation“. Daneben arbeitete sie als wissenschaftliche Mitarbeiterin am Hochschuldidaktischen Zentrum der RWTH Aachen (heute Cybernetics Lab IMA & IFU). Nach der Promotion war sie Geschäftsführerin des Ausbildungswerkstatt Aachen e. V. und nebenberuflich Trainerin und freiberufliche Dozentin für verschiedene Bildungseinrichtungen in der Erwachsenenbildung. Von 2000 bis 2015 arbeitete sie als Beraterin, Auditorin, Assessorin, Validatorin und Gutachterin im Qualitätsmanagement.
1997 berief sie die Hochschule Niederrhein zur Professorin für Sozialmanagement. Dort lehrte Vomberg bis 2014. Ihre Lehrgebiete umfassten die fachliche und wirtschaftliche Entwicklung und Steuerung sozialer Einrichtungen und Projekte, das Arbeitsfeld Beschäftigungsförderung / Arbeitsmarktpolitik sowie das Qualitäts-, Projekt- und Kommunikationsmanagement. Im Juli 2010 gründete sie dort das Forschungsinstitut SO.CON Social Concepts – Institut für Forschung und Entwicklung in der Sozialen Arbeit, dem sie bis August 2015 auch als wissenschaftliche Direktorin vorstand. Im September desselben Jahres übernahm sie schließlich die Leitung des Dezernats für Soziales und Gesundheit in der Städteregion Aachen, die sie bis Ende Mai 2019 bekleidete. Seit Juni 2019 ist sie Präsidentin der Hochschule Düsseldorf.
Vomberg ist verheiratet, hat zwei  Kinder und lebt in Aachen und Düsseldorf.

## Publikationen (Auswahl)
- Gestaltungsperspektiven für Mensch-Maschine-Interaktion im Lichte der Struktureigenschaften sprachlicher Kommunikation. Dissertation, RWTH Aachen 1989, ISBN 3-925038-50-7.
- Qualitätsmanagement in Beschäftigungs- und Qualifizierungsgesellschaften – ein wirkungsvolles Mittel zur Förderung der Beschäftigungsfähigkeit!? – Ergebnisse einer qualitativen Studie in Wohlfahrtsorganisationen. Lit-Verlag, Münster 2004, ISBN 3-8258-6872-9.
- Das EFQM-Modell für Excellence: Geschichte, Hintergründe und Schritte zur Excellence. In: Helmut Wallrafen-Dreisow u. a. (Hrsg.): Messen, bewerten, besser werden: Selbstbewertungen mit dem EFQM-Modell. Stuttgart 2004, ISBN 3-17-018252-8.
- Praktisches Qualitätsmanagement. Ein Leitfaden für kleinere und mittlere Soziale Einrichtungen. Stuttgart 2010, ISBN 978-3-17-020619-9.
- mit Annette Müller, Nicole Schreiber u. a.: Potenziale für Frauen in Führung im Sozial- und Gesundheitswesen. Analysen, Empfehlungen und Berichte aus der Praxis. Hrsg. von Hochschule Niederrhein, SO.CON Social Concepts – Institut für Forschung und Entwicklung in der Sozialen Arbeit. Mönchengladbach 2015
- mit Annette Müller, Nicole Schreiber, Sarah Greven: Frauen in Führungspositionen im Gesundheits- und Sozialwesen. Analysen und Empfehlungen für eine gendersensible Personalentwicklung. Opladen / Berlin / Toronto 2016, ISBN 978-3-8474-0783-6.
- Verschiedene Beiträge im Lexikon der Sozialwissenschaft der Ausgaben 2008 ISBN 978-3-8329-2511-6 und 2013, Baden-Baden

### Als Herausgeber
- Qualitätsmanagement als Zukunftsstrategie für die Soziale Arbeit. Theoretische Konzepte und praktizierte Beispiele aus sozialen Einrichtungen. Schriftenreihe des Fachbereiches Sozialwesen der Hochschule Niederrhein. Mönchengladbach 2002, ISBN 3-933493-10-2.
- Chancen „bunter Lebensläufe“ für KMU und soziale Einrichtungen. Diskontinuität als Potential erkennen – nutzen – fördern. Bielefeld 2007, ISBN 978-3-7639-4498-9.
- mit Rolf Bieker: Management in der Sozialen Arbeit. Stuttgart 2012, ISBN 978-3-17-021801-7.